# Kevin Pezzo Rosola
Kevin Pezzo Rosola, né le 30 novembre 2002 à Vérone, est un coureur cycliste italien. Il est membre de l'équipe General Store-Essegibi-F.lli Curia.

## Biographie
Kevin Pezzo Rosola est originaire de Vérone. Il est issu d'une famille de cyclistes. Son père Paolo a remporté douze étapes du Tour d'Italie, et sa mère Paola Pezzo est devenue champion olympique de VTT à deux reprises. Il a aussi un frère cadet, Patrik, qui pratique ce sport en compétition. Durant son enfance, il joue d'abord au basketball. Il finit toutefois par abandonner cette discipline pour se lancer dans le vélo,. 
Dans un premier temps, il brille principalement dans des courses de VTT et en cyclo-cross. Il devient notamment vice-champion d'Italie junior de cross-country en 2020. Les deux années suivantes, il porte les couleurs de l'équipe continentale Tirol-KTM, qui évolue sous licence autrichienne. Il fait ensuite son retour en Italie à partir de 2023 en intégrant la structure General Store-Essegibi-F.lli Curia. Avec cette formation, il se distingue lors du Tour du Frioul-Vénétie julienne en terminant deuxième de la première étape.
En juin 2024, il s'impose sur la Coppa della Pace, réservée aux cyclistes de moins de 23 ans. Il s'agit de sa première victoire obtenue sur une compétition inscrite au calendrier de l'UCI,.

## Palmarès
- 2024
  - Coppa della Pace
- 2025
  - Prologue de la Flèche du Sud

## Classements mondiaux
| Année                                 | 2023  | 2024  |
| ------------------------------------- | ----- | ----- |
| Classement mondial                    | 2765e | 1458e |
|                                       |       |       |
| Légende : nc = non classéSource : UCI |       |       |